# Spettrometria di massa a ionizzazione a risonanza
La spettrometria di massa a ionizzazione a risonanza, comunemente indicata con l'acronimo RIMS (dall'inglese resonance ionization mass spectrometry), è una tecnica di spettrometria di massa a sputtering di neutri basata sulla spettroscopia a ionizzazione a risonanza.

## Ionizzazione
L'analita viene bombardato con fotoni ad adeguata frequenza. In questo modo si provoca l'eccitazione dello stesso oltre il suo potenziale di ionizzazione e, conseguentemente, la sua ionizzazione. Se è permessa una sola transizione per l'analita, la tecnica è molto selettiva. Spesso si utilizzano laser come sorgenti di fotoni.

## GD-RIMS
La tecnica può essere anche abbinata a una sorgente a scarica a bagliore, questo aumenta l'efficienza di ionizzazione della scarica a bagliore e rende la tecnica più selettiva, diminuendo le interferenze di specie presenti nel plasma.